# Тарасовцы
Тара́совцы (укр. Тара́сівці, рум. Tărăsăuţi) — село в Ванчиковецкой сельской общине Черновицкого района Черновицкой области Украины. Граничит с Румынией.
Население по переписи 2001 года составляло 5330 человек. Почтовый индекс — 60350. Телефонный код — 803733. Код КОАТУУ — 7323088301.
В Тарасовцах официальным региональным языком установлен молдавский язык.

## История
В 1946 г. Указом ПВС УССР село Тарасоуцы переименовано в Тарасовцы.
До 2020 года входило в Новоселицкий район